# Тактичний операційний центр
Тактичний операційний центр (TOЦ) — це командний пункт для поліцейських, воєнізованих або військових операцій. TOЦ зазвичай включає невелику групу спеціально навчених офіцерів або військовослужбовців, які керують тими, хто безпосередньо здійснює військово тактичні завдання.
Більшість постійних тактичних операційних центрів є високотехнологічними і містять низку передових комп’ютерних систем для відслідковування оперативних дій та підтримки зв’язку з військовиками на місці. Одним із найвідоміших TOЦ є NORAD, який проводить операції із захисту повітряного простору Північної Америки.

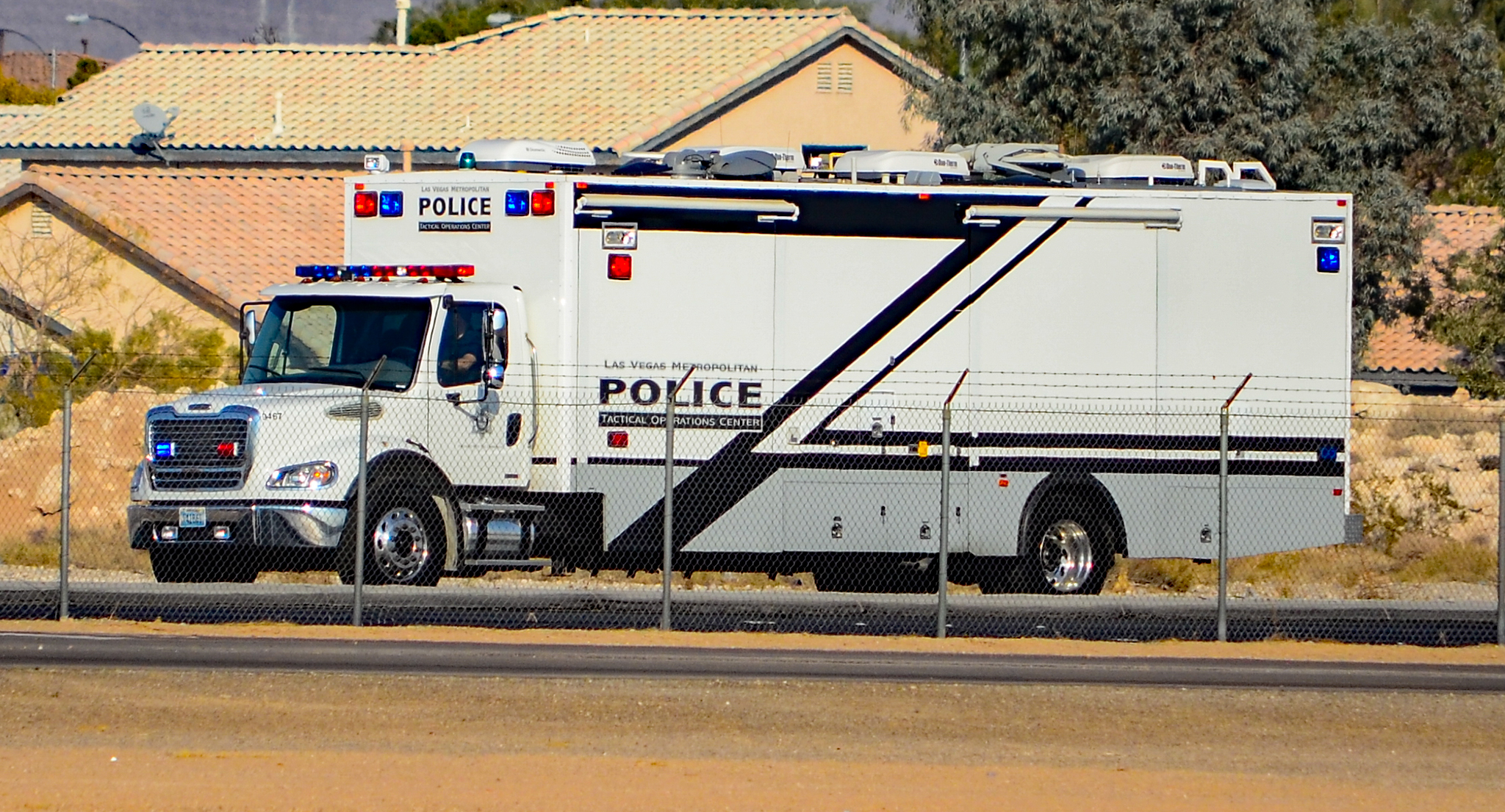
Вантажівка TOЦ департаменту столичної поліції Лас-Вегаса

Офіцери TOЦ зазвичай розташовуються таким чином, щоб забезпечити прямий зв’язок між членами команди, а також загальний зв’язок з оперативним офіцером (або командиром) TOЦ. Стандартна конфігурація ТОЦ передбачає великі екрани, розташовані по центру, і великі екрани, розташовані на стіні. Більші TOЦ ще мають місце, де старші керівники можуть сидіти та спостерігати за діями підлеглих підрозділів. Менші TOЦ і польові TOЦ можна створювати позаду фургонів і вантажівок, а також у наметах і будівлях шляхом встановлення комп’ютерів і підключення комунікаційного обладнання.

## В Україні
У Збройних Силах України ТОЦи почали встановлювати у 2021 році і станом на 14 грудня того року ними були обладнані 4 бригади ЗСУ, а до кінця 2022, згідно твердження тодішнього командувача Сухопутних військ Олександра Сирського ними мали бути обладнані усі бойові бригади.